# Trebbin
Trebbin er en amtsfri by  i landkreis Teltow-Fläming i den tyske delstat Brandenburg. Som tidligere hjemsted for den  märkiske Till Uglspil Hans Clauert (de) har den det uofficielle tilnavn  Clauertstadt.

## Geografi
Trebbin ligger mellem  Teltow og  Fläming ved en lavning øst for  Nuthe 36 km syd for Berlin. Byen ligger ved østgrænsen af  Naturpark Nuthe-Nieplitz med enkelte dele inde i naturparken. Landsbyen  Blankensee ligger ved søen af  samme navn. Landsbyen  Glau ligger ved bakkerne  Glauer Berge der er en del af naturparken.

## Inddeling
I kommunen ligger ud over Trebbin landsbyerne 
- Blankensee
- Christinendorf
- Glau
- Großbeuthen mit dem bewohnten Gemeindeteil Kleinbeuthen
- Klein Schulzendorf
- Kliestow
- Löwendorf
- Lüdersdorf
- Märkisch Wilmersdorf
- Schönhagen
- Stangenhagen
- Thyrow
- Wiesenhagen

samt bebyggelserne: Ebelshof, Eichenhof, Finkenberg, Forsthaus Altlenzburg, Forsthaus Lenzburg, Freie-Scholle-Siedlung, Kolonie Thyrow, Paulshöhe, Plantage, Priedel, Schönblick, Seeblick og Ziegelei